# Osterfelderkopf
L’Osterfelderkopf est une montagne d'une altitude de 2 060 m dans le massif alpin du Wetterstein, en Allemagne. Elle est surtout connu pour la station de montagne de l'Alpspitzbahn (de) avec la plate-forme d'observation AlpspiX (de) et comme point de départ pour de nombreux sports alpins.

## Géographie

### Situation
L'Osterfelderkopf est un sommet secondaire sur le flanc nord de l'Alpspitze, à environ 100 m seulement sous le Höllentorkopf.

## Ascension
La station de montagne de l'Alpspitzbahn est à 2 033 m, juste en dessous du petit pic rocheux.
Il est le point de départ pour de nombreux sports alpins : via ferrata de l'Alpspitzferrata jusqu'à l'Alpspitze, le Nordwandsteig, les Schöngänge (de) et le Mauerlaufensteig jusqu'au Bernadeinkopf ainsi que le tour d'escalade de la Jubiläumsgrat (de) jusqu'à la Zugspitze. L'Osterfelderkopf est également le point de départ des parapentes.